# 日本基督教会同盟
日本基督教会同盟（にほんきりすときょうかいどうめい）は、1912年（明治45年）に福音同盟に代わって結成されたプロテスタントの超教派組織である。
1909年（明治42年）の宣教開始50年記念会の祝賀感謝会を通して各教派の協調機運が盛り上がってきたので、日本基督教会同盟が結成された。この同盟の創設には、諸教派の交流、協同事業の経営、全キリスト教の関心事を代表して処置にあたるという3つの明確な目的があった。
1910年（明治43年）にエキュメニカル運動の出発点になった英国のエディンバラの世界宣教大会に日本を代表して本多庸一、井深梶之助、原田助らが出席した。大会の議長であった、J・R・モットが1913年（大正2年）来日して、世界宣教大会の日本継続委員会を形成して、ミッション（外国の宣教団体）と日本基督教会同盟の包括的連絡機関が形作られた。
このような、国際的な支援の下に井深梶之助、植村正久、宮川経輝らを指導者として1913年（大正2年）から1916年（大正5年）まで全国協同伝道が行われた。
1922年（大正11年）5月に日本基督教連盟設立が宣言され、人材と組織は後身の日本基督教連盟に引き継がれる。この日本基督教連盟が1941年（昭和16年）6月の日本基督教団設立に大きく関わっていく。

## 加盟団体
- 日本基督教会
- 日本組合基督教会
- 日本メソヂスト教会
- 日本福音教会
- 日本クリスチャン教会
- 日本美普教会
- 日本同胞教会
- キリスト友会日本年会